# Фоглер

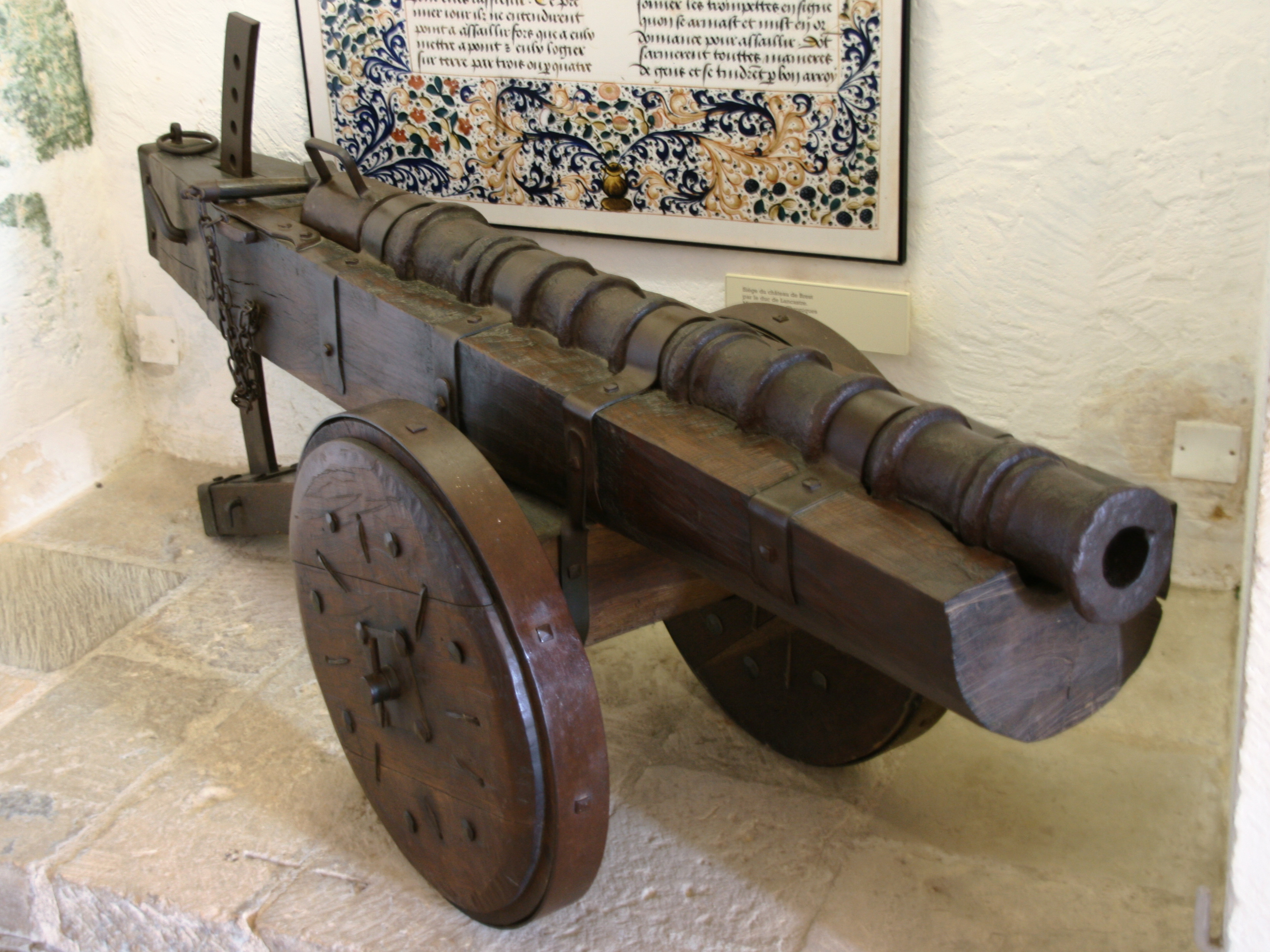
Фоглер

Фо́глер (або фогляр, нім. Vogler, фр. veuglaire) — гармата, як правило легка, невеликого калібру. Є першим в історії видом гармати що заряджався з казенника, а не з дула. Фоглери мали знімні комори (камери) під порох. Назва «фоглер» вживалася щодо всіх гармат із знімною коморою для пороху, проте гармати великого калібру зустрічалися дуже рідко і були скоріше винятком ніж правилом. Перша згадка про гармату фоглер датується 1409 роком, використання гармат фоглер припинилося в 17 столітті.
Зазвичай фоглери мали по дві або три зарядні комори, поки одну заряджали і робили постріл, іншу або інші камери в цей час набивали порохом, такий принцип заряджання дозволяв вести швидкий безперервний вогонь. За рахунок принципу заряджання з казенника фоглер був набагато швидкострільнішою гарматою за звичайні дульнозарядні гармати. Про те були у фоглера і недоліки технології того часу не дозволяли виготовити надійний механізм запирання затвора, а тому при пострілі частина порохових газів під тиском виривалася з ствола через казенну частину гармати. Через прорив газів потужність пострілу знижувалася.
Фоглер мав зручну систему наведення, що дозволяла ефективно його застосовувати при обороні фортифікаційних укріплень. Цей факт у доповнення до значної швидкострільності цієї гармати і сприяв утвердженню репутації фоглера як гармати для захисту фортифікаційних укріплень. Також фоглер часто використовувався на кораблях. Стріляли з фоглера як ядрами, так і картеччю.